# Notophryxus ovalis
Notophryxus ovalis är en kräftdjursart som beskrevs av Schultz 1978. Notophryxus ovalis ingår i släktet Notophryxus och familjen Dajidae. Inga underarter finns listade i Catalogue of Life.